# James Franck
James Franck, nemški fizik, * 26. avgust 1882, Hamburg, Nemčija, † 21. maj 1964, Göttingen, Nemčija.
Franck je leta 1925 prejel Nobelovo nagrado za fiziko za odkritje zakonov neprožnega trka elektrona z atomom.